# تفسير الشعراوي
تفسير الشعراوي أو خواطر الشعراوي هي تفسير الشيخ محمد متولي الشعراوي أو خواطره حول القرآن الكريم. وهو أشهر كتب التفاسير الحديثة, ويضعه البعض في مكانة الكتب المجددة لأمر الدين, التي قال عنها الرسول صلى الله عليه وآله وسلم في الحديث الصحيح «إن الله يبعث علي رأس كل مائة سنة من يجدد لهذه الأمة أمر دينها». انتشر التفسير عن طريق الوسائل المقروءة والمسموعة والمرئية, واعتمد على قدرات صاحبه اللغوية والفقهية الفذة في تفسير القرآن الكريم التي شهد له بها علماء عصره في حياته وبعد مماته, حيث استغل طاقات اللغة في فهم النص القرآني وإيصاله إلى الناس بأسلوب عصري تفرد به وحده دون غيره من العلماء, وقد كان تفسير الشيخ الشعراوي مؤثرا بحيث ينزل بفهم النص القرآني إلى جميع مستويات العقول والأفهام البشرية علي مختلف تنوعها واتجاهاتها, بحيث يدرك معناه ومغزاه, ولذلك أعجبت به الجماهير من ذوي الثقافات العالية والمتوسطة والعوام, الذين يمثلون نسبة كبيرة من العالم الإسلامي.

## وصلات خارجية
- خواطر الشيخ محمد متولي الشعراوي
- موقع الشيخ محمد متولي الشعراوي
- أرشيف الشيخ محمد متولي الشعراوي
- ترجمة خواطرالشيخ محمد متولي الشعراوي بالإنجليزية